# Liste der Auslandsvertretungen von Niue

Niue
Staaten mit Vertretungen in Niue

Das ist eine Liste aller diplomatischer Vertretungen Niues im Ausland.

## Diplomatische Vertretungen

### Australien und Ozeanien
| Australien und Ozeanien (A-Z) | Australien und Ozeanien (A-Z)          | Australien und Ozeanien (A-Z) | Australien und Ozeanien (A-Z) | Australien und Ozeanien (A-Z) |
| Land                          | Stadt Adresse                          | Einrichtung                   | Vertreter                     | Quelle                        |
| ----------------------------- | -------------------------------------- | ----------------------------- | ----------------------------- | ----------------------------- |
| Neuseeland                    | Wellington 1 Katherine Avenue, Thordon | High Commission               | Fisa Pihigia                  | [ 1 ]                         |

## Vertretungen bei internationalen Organisationen
| Weltweit (A-Z)    | Weltweit (A-Z)           | Weltweit (A-Z)                     | Weltweit (A-Z)      | Weltweit (A-Z) |
| Land              | Stadt Adresse            | Einrichtung                        | Vertreter           | Quelle         |
| ----------------- | ------------------------ | ---------------------------------- | ------------------- | -------------- |
| UNESCO            | Paris                    | Permanente Delegation/Non-Resident |                     | [ 2 ]          |
| Europäische Union | Brüssel Rue Berckmans 10 | Ständige Vertretung                | Außenminister Niues | [ 3 ]          |